# Rododendron med duft
Nedenstående liste rummer arter og sorter, der har duft enten i blomsterne eller i bladene. Listen er opdelt i to hovedgrupper: de "elepidote" (de ikke-behårede) og de "lepidote" (de behårede). Derefter er opdelingen foretaget efter "subgenus" (underslægt), art og sort, henholdsvis "hybrid" (krydsning). Planternes væksthøjde er angivet efter 10-15 år.
| K | krybende         | 10-30cm.         |
| L | lav              | 30-75cm.         |
| M | mellemhøj        | 75-125cm.        |
| H | høj              | 125-250cm.       |
| S | sjælden i handel | sjælden i handel |

- Elepidote:
  - Park-Rododendron (subgenus Hymenanthes):
    - Rhododendron decorum blomsterne.
    - Rhododendron diaprepes H, rosahvid 6/7
      - Rhododendron 'Discolor' fra Rhododendron diaprepes

    - Rhododendron discolor
    - Rhododendron fortunei blomsterne
      - Rhododendron 'Bellefontaine' fra Rhododendron fortunei
      - Rhododendron 'Duke af York' fra Rhododendron fortunei

    - Rhododendron griffithianum ikke hårdfør stamform til mange hybrider
      - Rhododendron 'Onkel Dines' fra Rhododendron griffithianum
      - Rhododendron 'Gargantua' blomsterne.

    - Rhododendron campanulatum 'Knap Hill' Høj, lys lavendelblå. 4-5. Bladene
    - Rhododendron taliense Mellemhøj. creme. 4-5. Bladene
      - Rhododendron 'Arthur Bedford'
      - Rhododendron 'Dagmar'
      - Rhododendron 'Direktor E. Hjelm'
      - Rhododendron 'Govenianum'
      - Rhododendron 'James Burchett'
      - Rhododendron 'Lavender Girl'
      - Rhododendron 'Snehvide'
      - Rhododendron 'Ingrid'
      - Rhododendron 'Rosé Duft'
      - Rhododendron 'Hammer Celebration' M, lys rosa/hvidlig 6
      - Rhododendron 'Hammer Pink' H, sart rosa 6
      - Rhododendron 'Mrs. A. T. de la Mare' M, lys 5

  - Haveazalea (subgenus Pentanthera):
    - Rhododendron arborescens
    - Rhododendron luteum blomsterne.
    - Rhododendron occidentale blomsterne.
    - Rhododendron prunifolium
    - Klippeazalea (Rhododendron viscosum) blomsterne.
      - Rhododendron 'Goldpracht'
      - Rhododendron 'Nöwe'
      - Rhododendron 'Narcissiflora'
      - Rhododendron 'Soir de Paris'

- Lepidote:
  - Alperose og Post (subgenus Rhododendron)
    - Rhododendron watsonii
    - Rhododendron calostrotum L, purpur 5-6
      - Rhododendron calostrotum 'Gigha' L, rødviolet 5-6
      - Rhododendron calostrotum 'Rocks' form' L, mørkpurpur 5-6

    - Rhododendron campylogynum K,S, rosapurpur 5-6
      - Rhododendron campylogynum 'Black' K,S, mørkviolet 5-6
      - Rhododendron campylogynum 'Bodnat Red' L,S klarrød 5-6
      - Rhododendron campylogynum var. myrtilloides K,S, mørkviolet 5-6
      - Rhododendron campylogynum 'New pink' L,S, rosa 5-6

    - Rhododendron cephalanthum L,S, hvid/lysrød 3-5
    - Rhododendron chameunum K,S, mørkpurpur 5&9? 15/25
    - Rhododendron ferrugineum L, mørkrosa 6
    - Rhododendron hirsutum L, rosa 6
      - Rhododendron hirsutum 'Flora pleno' L,S, lysrød 6-7

    - Rhododendron impeditum K, purpurblå 5&9?
      - Rhododendron impeditum var. pygmae K purpurblå 5&9?

    - Rhododendron keleticum K, lys purpur 5-6
    - Rhododendron lepidostylum LS. lysgul 6
    - Rhododendron micranthum L, mælkehvid 5-6
    - Rhododendron nitidulum K, purpurblå 6
    - Rhododendron nivale var. boreale L,S, purpurblå 4-5
    - Rhododendron oreotrephes M, lysviolet 4-5
    - Rhododendron prostratum K, mørkvioletrosa 4-5
    - Rhododendron russatum L, mørklilla 4-5
    - Rhododendron saluenense M, purpur 4-5&9?
    - Rhododendron scintillans L, lavendelblå 4-5
      - Rhododendron 'Azurika' L violetblå 5
      - Rhododendron 'Azurwolke' M mørkviolet 5
      - Rhododendron 'Blue Diamond' L blålig 5
      - Rhododendron 'Crane' L, creme/hvide 4-5
      - Rhododendron 'Frosthexe' K violetrosa 5
      - Rhododendron 'Gletschernacht' L mørkblåviolet 5
      - Rhododendron 'Lady Chamberlain' M,S lys rødorange 5
      - Rhododendron 'Lauretta' L lysvioletblå 5-6
      - Rhododendron 'Lavendula' M lavendelblå 5
      - Rhododendron 'Maricee' L, cremehvid 5
      - Rhododendron 'Mozari' M, varmgul 5-6
      - Rhododendron 'P. J. Mezitt' M, mørkpurpurrosa 4-5
      - Rhododendron 'P. J. Regal' M, purpurrosa 4-5
      - Rhododendron 'Pulap' K, lysviolet 4
      - Rhododendron 'Radistrotum' L purpur 5
      - Rhododendron 'Ramapo' L, blå/violet 5&9?
      - Rhododendron 'Robert Seleger' K, lavendelrosa 6
      - Rhododendron 'Sarled' K,S, lyserød/creme 5-6
      - Rhododendron 'Songbird' L, mørkblå 5&9?
      - Rhododendron 'Trewithen Orange' M, orange 5-6